# Massachusetts Marauders
Los Massachusetts Marauders fue una franquicia de la Arena Football League. El equipo fue de 1988 a 1993 como el Detroit Drive donde fueron el equipo dominante de la AFL en aquel entonces. En 1994 el equipo se fue a Boston, Massachusetts como los Massachusetts Marauders para que después de esa temporada la franquicia fuese cerrada.

## Historia

### Detroit Drive (1988-1993)
El Drive es considerado como la primera dinastía de la AFL donde ganó el Arena Bowl en 1988, 1989, 1990 y 1992. El único equipo que lo venció en dicho juego de campeonato fue el Tampa Bay Storm en 1991 y 1993. La mayoría de las temporadas que jugaron fueron todas ganadoras y solo una sin el primer lugar en la temporada regular (1988). En 1992 jugó en la división norte y en 1993 jugó en la Conferencia Americana de la AFL.
El equipo jugó sus partidos en Joe Louis Arena, también hogar de los Detroit Red Wings de la National Hockey League.

### Massachusetts Marauders (1994)
El éxito en el campo no fue el mismo en la parte económica del Drive, a pesar de que era el equipo más provechoso de la AFL, no era el más rentable. Entonces el dueño del equipo Mike Ilitch vendió el equipo a Dan DeVos y luego compró a los Detroit Tigers de la MLB.
El equipo establecido ahora en 1994 en Boston pasó a llamarse los Massachusetts Marauders y jugó sus partidos en Worcester Centrum. El equipo terminó con marca
8-4 y 3º en la Conferencia Nacional y clasificando al playoff. Empezó venciendo al Tampa Bay Storm por, equipo que le amargó la fiesta en el Arena Bowl V y Arena Bowl VII. Pero el equipo luego perdería en semifinales ante Orlando Predators.
Después de la derrota el equipo fue cerrado por la AFL.
- Datos: Q2372933